# Nebstone
Nebstone là một tảng đá nổi bật được tìm thấy nằm gần Đá Chữ Vạn ở rìa phía bắc của Ilkley Moor tại Tây Yorkshire, Anh. Nó có hình dáng giống như nắp của một cây đại dương cầm và nằm cách con Đường Keighley vài trăm thước về phía tây. Giống như nhiều loại đá trên vùng đồng hoang Ilkley, tảng đá này mang bằng chứng về các vết cốc và hình nhẫn, mặc dù đối với một tảng đá nổi bật như vậy lại có tương đối ít dấu vết cốc kiểu này.
Không có sự đồng thuận thực sự nào về mục đích thực sự của những viên đá được đánh dấu hình cốc và nhẫn trên Ilkley Moor mặc dù người ta cho rằng chúng được sử dụng để đánh dấu quyền sở hữu đất hoặc đánh dấu vị trí của các khu định cư nơi đây. Nebstone được giới khảo cổ học xác định có niên đại từ 3500 đến 2500 năm tuổi.